# Tiszaligeti Sportcsarnok
Il Tiszaligeti Városi Sportcsarnok è un palazzetto dello sport situato a Szolnok, in Ungheria.
Ospita gli incontri casalinghi della locale squadra di pallacanestro, lo Szolnoki Olaj, già vincitore di più scudetti ed attualmente militante nella massima serie ungherese. Qui si disputano inoltre la maggior parte delle partite interne della nazionale ungherese di pallacanestro. La struttura è utilizzata anche per altri sport come calcio a 5 oppure pallavolo, oltre che per altri eventi non sportivi.
Il palasport aprì ufficialmente i battenti nel 1975, mentre nel 2001 ci fu un ammodernamento che portò l'impianto a riaprire nel marzo dell'anno successivo. I lavori hanno avuto un costo di circa 386 milioni di fiorini.
La sua proprietà appartiene al comune, ma la gestione è affidata alla Szolnoki Sportcentrum Nonprofit Kft.
È ubicato su una sponda del fiume Tibisco, a breve distanza dallo stadio cittadino.